# Енис Имамовић
Енис Имамовић (Нови Пазар, 25. јун 1984) политичар је у Србији из бошњачке заједнице у држави. У Народној скупштини Србије је од 2012. као посланик Странке демократске акције Санџака.

## Детињство, младост и образовање
Имамовић је рођен у новопазарском Санџаку, у тадашњем саставу СР Србије у Социјалистичкој Федеративној Републици Југославији. Дипломирао је биохемију на Државном универзитету у Новом Пазару и професор је предмета. Био је и професионални одбојкаш од 1999. до 2008. године.